# Spirobolellus erythrotermus
Spirobolellus erythrotermus är en mångfotingart som först beskrevs av Loomis 1936.  Spirobolellus erythrotermus ingår i släktet Spirobolellus och familjen slitsdubbelfotingar. Inga underarter finns listade i Catalogue of Life.